# Xexyz
Xexyz (pronunciado zeks'-zees/zeks'-iz), conocido en Japón como Kame no Ongaeshi - Urashima Densetsu (亀の恩返し〜ウラシマ伝説〜 Turtle's Repayment: Urashima Legend?), es un videojuego de 1988 publicado por Hudson Soft para la Famicom. El juego se lanzó en Japón el 26 de agosto de 1988 y se lanzó en América del Norte en  abril de 1990. El juego nunca se lanzó en Europa y no se puede jugar en consolas PAL.
La historia tiene lugar en el año postapocalíptico de 2777, después de que la Tierra fuera devastada por una guerra nuclear y desastres naturales, con la nación insular de Xexyz ahora amenazada por robots alienígenas.
La versión japonesa de Famicom se basa en los cuentos de Urashima Tarō, presenta escenas a lo largo del juego, una selección de tres finales y tiene pequeñas diferencias gráficas en algunos de los NPC.

## Jugabilidad
El juego gira en torno al personaje principal Apolo, que avanza en el juego en un formato alternado que cambia entre plataforma, acción de desplazamiento lateral (similar a la serie Super Mario Bros.) y acción de disparos de desplazamiento lateral (similar a Gradius de Konami).. El objetivo del juego es destruir al malvado Goruza, rescatar a la princesa María y salvar el planeta.
En los niveles de plataformas, los enemigos derrotados sueltan potenciadores de vida (bloques 'L') o dinero (bloques 'E'). Apollo puede recolectar la moneda de la tierra ('Balls'/'E Ball') para canjearla por potenciadores e información, así como acceso a minijuegos. Los vendedores están dispersos por los niveles de plataformas a través de puertas o portones ocultos. En los niveles de disparos, el jugador puede obtener elementos 'S' y 'P' que mejoran la velocidad y las armas, respectivamente.

### Plataformas
Las etapas impares del juego (1, 3, 5, etc.) utilizan principalmente un estilo de juego de plataformas. Estas etapas funcionan de la manera familiar; el personaje avanza a su propio ritmo, recogiendo nuevas armas y potenciadores en el camino. Para salir del área inicial de cada uno de estos niveles, el jugador debe recolectar una "estrella de fuerza" al derrotar a un enemigo que se encuentra en una habitación oculta. Una vez que se obtiene esta estrella, el personaje puede ingresar al "castillo mecánico" en la región. Los castillos mecánicos, que son entornos interiores laberínticos llenos de robots y máquinas, contrastan marcadamente con las partes anteriores de cada nivel, que son entornos orgánicos al aire libre. Cada castillo mecánico también tiene un breve segmento de disparos de desplazamiento automático por el que el jugador debe pasar; estos segmentos presagian la transición inminente a las siguientes etapas pares. Los segmentos en cuestión consisten en una secuencia de pasillos, al final de los cuales hay dos puertas; elegir la puerta equivocada hace retroceder al jugador. Finalmente, al final de cada castillo mecánico, hay una puerta que conduce a una pelea de jefes. Las peleas de jefes se desarrollan contra un fondo negro sólido y Apolo debe luchar mientras está parado en una plataforma flotante controlable.

### Disparos de desplazamiento lateral
Para las etapas pares (2, 4, 6, etc.), se le pide al personaje que salte a un vehículo (uno diferente cada vez) y participe en un nivel de desplazamiento automático similar a Gradius que termina con una pelea de jefe.

### Peleas de jefes
En el área de transición después de los niveles estilo plataforma, antes de la pelea del jefe, se le pide a Apolo que salte sobre una plataforma que lo deja flotar. Después de pasar a una puerta que antes estaba fuera de su alcance, comienza la pelea.
En las áreas de disparos de desplazamiento lateral, el jugador simplemente aparece en un área de jefe en la nave en el que jugó el nivel.
Las peleas consisten en un área negra donde el jugador lucha contra un robot/nave gigante. Su patrón de ataque, parecido al de un tirador maníaco, es repetitivo y evitable; el jugador dispara al jefe con su arma convencional o con el arma de la nave.

### Juego de tirador de tubos
El nivel final es un tirador "fijo". Más específicamente, es un "tirador de tubos" donde el jugador se acerca a la fortaleza del último jefe e intenta destruirla. Apollo, en una nave más mejorada que cualquier otra que se haya visto antes, gira desde los lados de la pantalla hacia abajo, disparando al centro mientras evita el fuego enemigo.

### Armas y objetos
Apolo recibe armas y artículos de un personaje de diosa para ayudarlo en su camino. Todas las armas se pueden potenciar visitando una tienda que se especialice en potenciar armas o hablando con el personaje de la diosa por segunda vez.

## Recepción
Xexyz recibió críticas mayormente favorables. Sin embargo, la recepción del público en Japón fue mixta; en una encuesta realizada por Family Computer Magazine, recibió una puntuación de 18,38 sobre 30.